# Ла Куинта (град, Калифорния)
Ла Куинта (на английски: La Quinta) е град в окръг Ривърсайд, щата Калифорния, САЩ. Ла Куинта е с население от 23694 жители (2000) и обща площ от 83,4 km². Намира се на 0 m – 20 m надморска височина. ЗИП кодовете му са 92253, а телефонният му код е 760.